# Palaran-stadion
Het Palaran-stadion (Utama Kaltim Palaran) is een multifunctioneel (voetbal)stadion in Samarinda, Oost-Kalimantan, Indonesië. Het stadion werd geopend in 2008 en is, met een capaciteit van 60.000, na het Bung Karno stadion, het grootste stadion van Indonesië.
In 2008 werden de Pekan Olahraga Nasional (nationale Olympische Spelen) gehouden in het stadion.